# Heliothis punctifera
Espèce
Heliothis punctifera est une espèce de papillons nocturnes de la famille des Noctuidae. On le trouve dans toute l'Australie.
L'envergure des ailes est d'environ 30 mm.
Les larves se nourrissent des Asteraceae, Chenopodiaceae, Euphorbiaceae et des espèces de Solanaceae, mais aussi sur un certain nombre de cultures agricoles. Il est considéré comme un ravageur sur Medicago sativa, Gossypium hirsutum et Triticum aestivum.

## Synonymes
- Neocleptria grisescens Warren, 1913
- Heliothis leucatma Meyrick, 1897